# Гоголевская, Лариса Анатольевна
Лариса Анатольевна Гоголевская (род. 14 октября 1961, Архангельск) — советская, российская оперная певица (сопрано), Заслуженная артистка России, лауреат Государственной премии России. Одна из ведущих исполнительниц Вагнера в России.

## Биография
Окончила Петербургскую консерваторию (класс И. И. Левандо). В 1989—1994 гг. — солистка Театра оперы и балета Консерватории.
С 1991 г. — солистка Мариинского театра.
В декабре 2006 г. дебютировала на сцене Большого театра (партия Ренаты в опере «Огненный ангел» С. Прокофьева).
С труппой Мариинского театра гастролировала в Японии, США, Франции, Словении, Италии, Финляндии, Португалии, Турции. В 1999 году исполнила партию Ренаты («Огненный ангел») на сцене театра Ла Скала (Милан), а в 2008 году — партию Изольды в новой постановке оперы «Тристан и Изольда» в Концертном зале Мариинского театра (режиссер Питер Селларс, художник-постановщик Билл Виола).
Среди её учеников — Ольга Перетятько.

## Творчество
оперные партии в Театре оперы и балета Консерватории
- «Евгений Онегин» П. Чайковского — Татьяна
- «Фауст» Ш. Гуно — Маргарита
- «Русалка» А. Даргомыжского — Наташа
- «Свадьба Фигаро» В. Моцарта — Розина
- «Царская невеста» Н. Римского-Корсакова — Домна Сабуровна

оперные партии в Мариинском театре
- «Хованщина» М. Мусоргского — Сусанна
- «Князь Игорь» А. Бородина — Ярославна
- «Сказание о невидимом граде Китеже и деве Февронии» Н. Римского-Корсакова — Феврония
- «Мазепа» П. Чайковского — Мария
- «Руслан и Людмила» М. Глинки — Горислава
- «Огненный ангел» С. Прокофьева — Монашка; Рената
- «Фауст» Ш. Гуно — Маргарита
- «Леди Макбет Мценского уезда» Д. Шостаковича — Катерина Измайлова
- «Троянцы» Г. Берлиоза — Кассандра
- «Летучий голландец» Р. Вагнера — Сента
- «Лоэнгрин» Р. Вагнера — Ортруда
- «Тристан и Изольда» Р. Вагнера — Изольда
- «Валькирия», «Зигфрид», «Гибель богов» Р. Вагнера — Брунгильда
- «Парсифаль» Р. Вагнера — Кундри
- «Электра» Р. Штрауса — Электра
- «Женщина без тени» Р. Штрауса — Жена Барака
- «Енуфа» Л. Яначека — дьячиха Бурыйя

на сцене театра Ла Скала
- «Огненный ангел» С. Прокофьева — Рената

### Отзывы
Необычайно сильное, вагнеровское сопрано Л.Гоголевской с лёгкостью перекрывает другие голоса исполнителей, соперничая с мощным звучанием оркестра. Даже в многоголосье массовой сцены она легко узнаваема.— Московский музыкальный вестник

## Награды и признание
- Заслуженная артистка России
- Государственная премия России
- национальная премия «Золотая маска» (номинация «Лучшая женская роль в опере», 2006, 2008) — за партию Изольды в спектакле «Тристан и Изольда»[4]; за партию Электры в спектакле «Электра»[5]
- театральная премия Петербурга «Золотой софит»
  - номинация «Лучшая женская вокальная партия» (1997) — за партию Кундри в спектакле «Парсифаль»[6],
  - номинация «Лучшая роль в музыкальном театре» (2007) — за партию Электры в спектакле «Электра»[7]